# Ліндон Баєрс
Ліндон Баєрс (англ. Lyndon Byers, 29 лютого 1964, Ніпавін — 4 липня 2025) — канадський хокеїст, що грав на позиції крайнього нападника.

## Ігрова кар'єра
Професійну хокейну кар'єру розпочав 1984 року.
1982 року був обраний на драфті НХЛ під 39-м загальним номером командою «Бостон Брюїнс». 
Протягом професійної клубної ігрової кар'єри, що тривала 12 років, захищав кольори команд «Бостон Брюїнс» та «Сан-Хосе Шаркс».

## Смерть
Помер 4 липня 2025 року у 61-му віці.

## Статистика
| Сезон        | Клуб             | Ліга         | Регулярний сезон | Регулярний сезон | Регулярний сезон | Регулярний сезон | Регулярний сезон | Плей-оф | Плей-оф | Плей-оф | Плей-оф | Плей-оф |
| Сезон        | Клуб             | Ліга         | І                | Г                | П                | О                | ШХ               | І       | Г       | П       | О       | ШХ      |
| ------------ | ---------------- | ------------ | ---------------- | ---------------- | ---------------- | ---------------- | ---------------- | ------- | ------- | ------- | ------- | ------- |
| 1983–84      | «Бостон Брюїнс»  | НХЛ          | 10               | 2                | 4                | 6                | 32               | —       | —       | —       | —       | —       |
| 1984–85      | «Бостон Брюїнс»  | НХЛ          | 33               | 3                | 8                | 11               | 41               | —       | —       | —       | —       | —       |
| 1985–86      | «Бостон Брюїнс»  | НХЛ          | 5                | 0                | 2                | 2                | 9                | —       | —       | —       | —       | —       |
| 1986-87      | «Бостон Брюїнс»  | НХЛ          | 18               | 2                | 3                | 5                | 53               | 1       | 0       | 0       | 0       | 0       |
| 1987-88      | «Бостон Брюїнс»  | НХЛ          | 53               | 10               | 14               | 24               | 236              | 11      | 1       | 2       | 3       | 62      |
| 1988-89      | «Бостон Брюїнс»  | НХЛ          | 49               | 0                | 4                | 4                | 218              | 2       | 0       | 0       | 0       | 0       |
| 1989-90      | «Бостон Брюїнс»  | НХЛ          | 43               | 4                | 4                | 8                | 159              | —       | —       | —       | —       | —       |
| 1990-91      | «Бостон Брюїнс»  | НХЛ          | 19               | 2                | 2                | 4                | 82               | 1       | 0       | 0       | 0       | 10      |
| 1991-92      | «Бостон Брюїнс»  | НХЛ          | 31               | 1                | 1                | 2                | 129              | 5       | 0       | 0       | 0       | 12      |
| 1992-93      | «Сан-Хосе Шаркс» | НХЛ          | 18               | 4                | 1                | 5                | 122              | —       | —       | —       | —       | —       |
| Усього в НХЛ | Усього в НХЛ     | Усього в НХЛ | 279              | 28               | 43               | 71               | 1081             | 37      | 2       | 2       | 4       | 96      |